# Vendelä
Vendelä (finska: Ventelä) är en stadsdel i Lojo i Finland, cirka 4 km från stadens centrum. Vendelä avgränsas i söder av Lojoåsen, riksväg 25 och Saukkolavägen, i söder bildar Svidjavägen gräns mot Pappilankorpi, i öster bildar Puruskorpivägen gräns mot Bertbacka. Vendelä antas vara uppkallat efter det västslaviska folkslaget Vender.
Vendelä som administrativ enhet bildades efter att Lojo stad och Lojo landskommun slogs samman år 1997. Stadsdelen består av Tallbackas, Lojo stations samt Stationsåkerns bostadsområden. Innan kommunsammanslagningen 1997 sågs Vendelä som ett större område, innefattande Stationsbrinken, Stationsåkern, Lempola, Bertbacka, Tallbacka, Muijalamalm och Nälköönnummi i landskommunen.

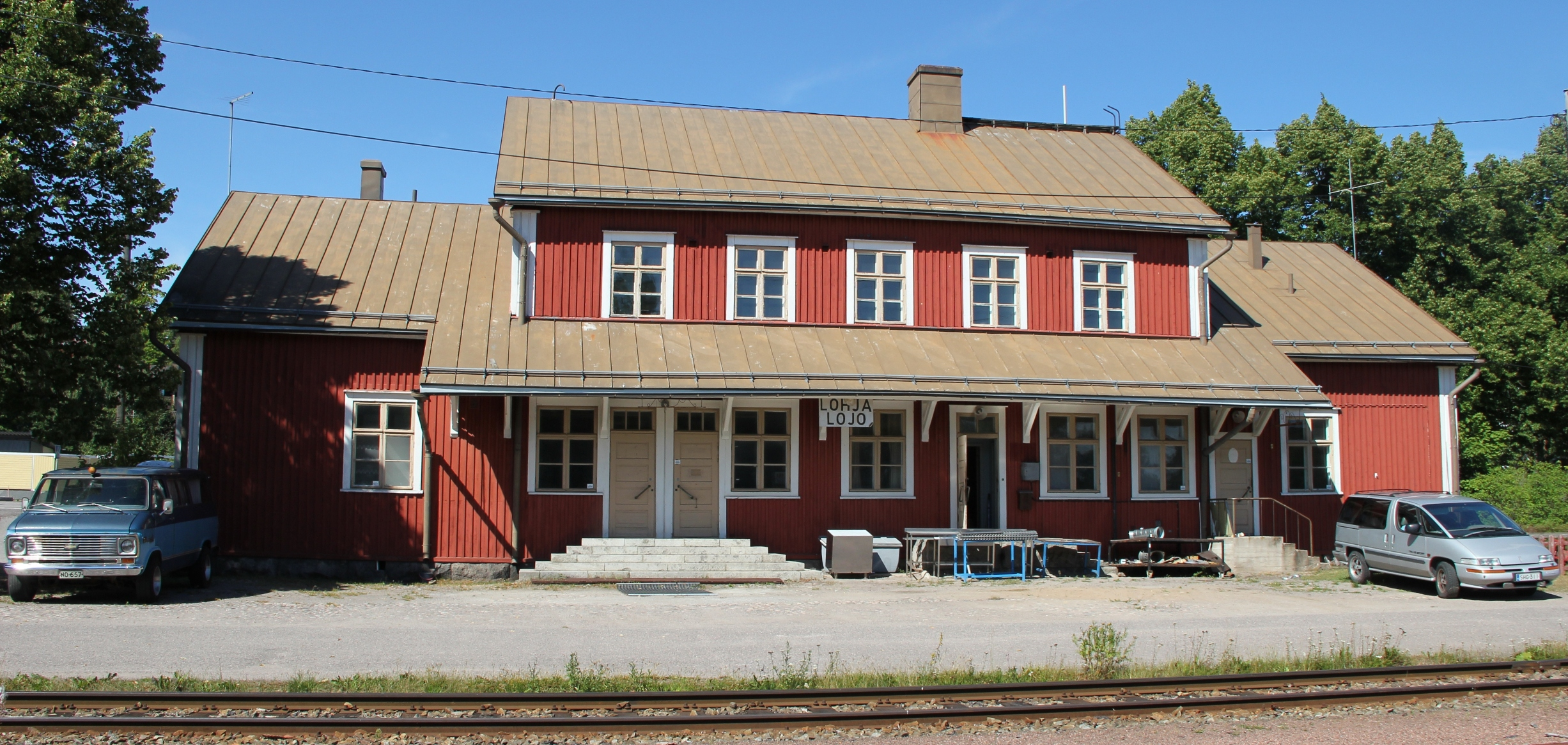
Lojo järnvägsstation finns i Vendelä.

I Vendelä finns Lojos enda järnvägsstation. Sedan persontrafiken på Hyvinge–Karis-banan lades ner 1983 används järnvägen endast för godstrafik. I Tallbacka finns en grundskola för årskurserna 1-9 och i Stationsåkern ett lågstadium för årskurserna 1–6.